# Strange Brew: The Very Best of Cream
Strange Brew: The Very Best of Cream è un album raccolta del gruppo rock britannico Cream, pubblicato nel 1983.

## Tracce
1. Badge
2. Sunshine of Your Love
3. Crossroads
4. White Room
5. Born Under a Bad Sign
6. SWLABR
7. Strange Brew
8. Anyone for Tennis
9. I Feel Free
10. Politician
11. Tales of Brave Ulysses
12. Spoonful

## Formazione
- Eric Clapton - chitarra, voce
- Jack Bruce - basso, voce
- Ginger Baker - batteria, percussioni